# Joosteïta
La joosteïta és un mineral de la classe dels fosfats, que pertany al grup de la wagnerita. Rep el seu nom en honor de Mrs. Charlotte Jooste (1920-2009), Karibib, Namíbia, pel seu suport a la investigació de les pegmatites a Namíbia Central.

## Característiques
La joosteïta és un fosfat de fórmula química Mn2+(Mn3+,Fe3+)(PO₄)O. Va ser aprovada com a espècie vàlida per l'Associació Mineralògica Internacional l'any 2005. Cristal·litza en el sistema monoclínic. Es troba en forma de petits agregats irregulars de fins a 3 mil·límetres de longitud. La seva duresa a l'escala de Mohs és 4.
Segons la classificació de Nickel-Strunz, la joosteïta pertany a «08.BA: Fosfats, etc. amb anions addicionals, sense H₂O, només amb cations de mida mitjana, (OH, etc.):RO₄ sobre 1:1» juntament amb els següents minerals: ambligonita, montebrasita, tavorita, triplita, zwieselita, sarkinita, triploidita, wagnerita, wolfeïta, stanĕkita, hidroxilwagnerita, arsenowagnerita, holtedahlita, satterlyita, althausita, adamita, eveïta, libethenita, olivenita, zincolibethenita, zincolivenita, auriacusita, paradamita, tarbuttita, barbosalita, hentschelita, latzulita, scorzalita, wilhelmkleinita, trol·leïta, namibita, fosfoel·lenbergerita, urusovita, theoparacelsita, turanita, stoiberita, fingerita, averievita, lipscombita, richel·lita i zinclipscombita.

## Formació i jaciments
Va ser descoberta a la pegmatita Helikon II, a Karibib, Erongo (Namíbia). També ha estat descrita a la pedrera DSS Piława Górna, al districte de Dzierżoniów (Baixa Silèsia, Polònia).